# Palais Potocki de Toultchyn
Le palais Potocki (en ukrainien : Палац Потоцьких) est un édifice situé à Toultchyn dans l'ancienne région de Podolie, aujourd'hui en Ukraine. 

## Historique
Le palais est celui de la famille polonaise Potocki, construit pour le comte Stanislas Potocki (1753-1805), qui y mourut. 
Après lui, le palais appartint à son fils Szczesny Potocki, mort sans postérité en 1809, puis au frère de celui-ci, Myeczyslaw Potocki (1799-1878), qui s'en sépare en 1869. 
Il appartient ensuite à Gregor Stroganoff, puis à Piotr Oldenbourski, avant d'être vendu au trésor impérial russe et utilisé comme caserne.
Il continua à être utilisé comme caserne de 1918 à 1975.
La restauration du palais et de ses dépendances a été entreprise depuis 1975 et se poursuit aujourd'hui.
L'architecture suit les principes de l'architecture palladienne, d'après des plans élaborés par l'architecte français Joseph Lacroix, dans les années 1780.
Le palais se compose d'un corps de logis central, dont les travées de la longue façade sont rythmées par une colonnade et des pilastres. En retour, est édifiée sur chaque côté une longue aile ornée en son centre d'un avant-corps surmonté par un fronton triangulaire.
Les espaces intérieurs étaient ornés par un riche décor, dont la cage d'escalier centrale de style néo-classique, avec sa rampe en fer forgé, semble être aujourd'hui le seul témoin.
Le palais était entouré d'un parc à l'anglaise agrémenté de pièces d'eau et environné par un vaste domaine agricole.
Il abritait d'importantes collections d'art.
En face du palais, se trouve l'ancienne église catholique dominicaine, construite à la demande de la famille Potocki entre 1786 et 1817, également dans un style néo-classique. Depuis 1832, elle est affectée au culte orthodoxe.

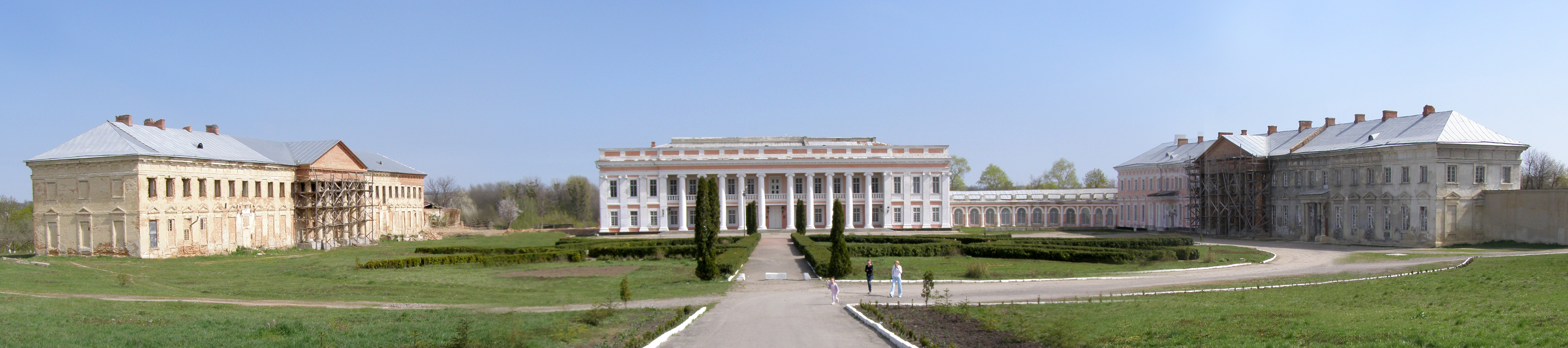
Photo panoramique du Palais Potocki en 2009.

## En images

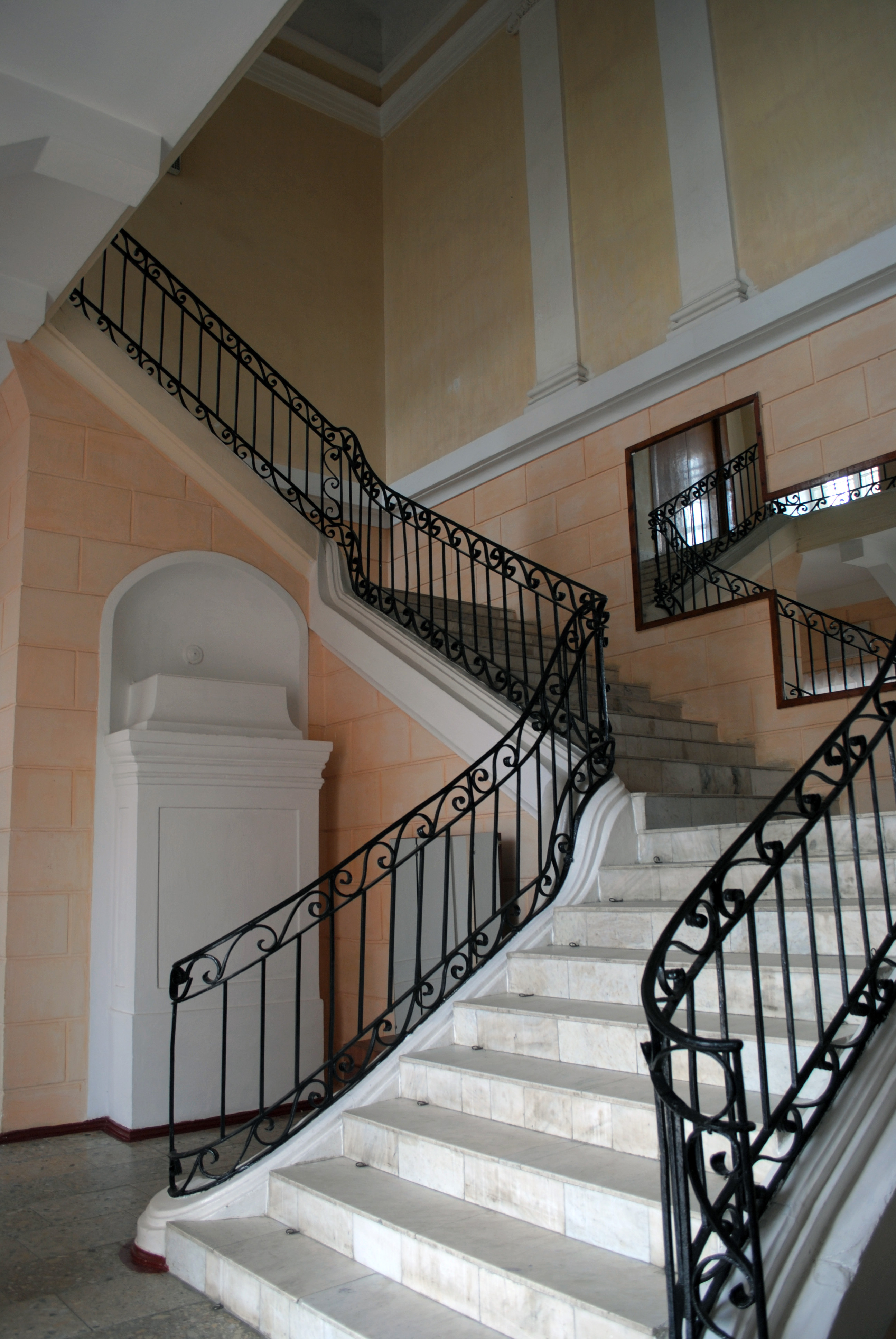
Escalier intérieur,
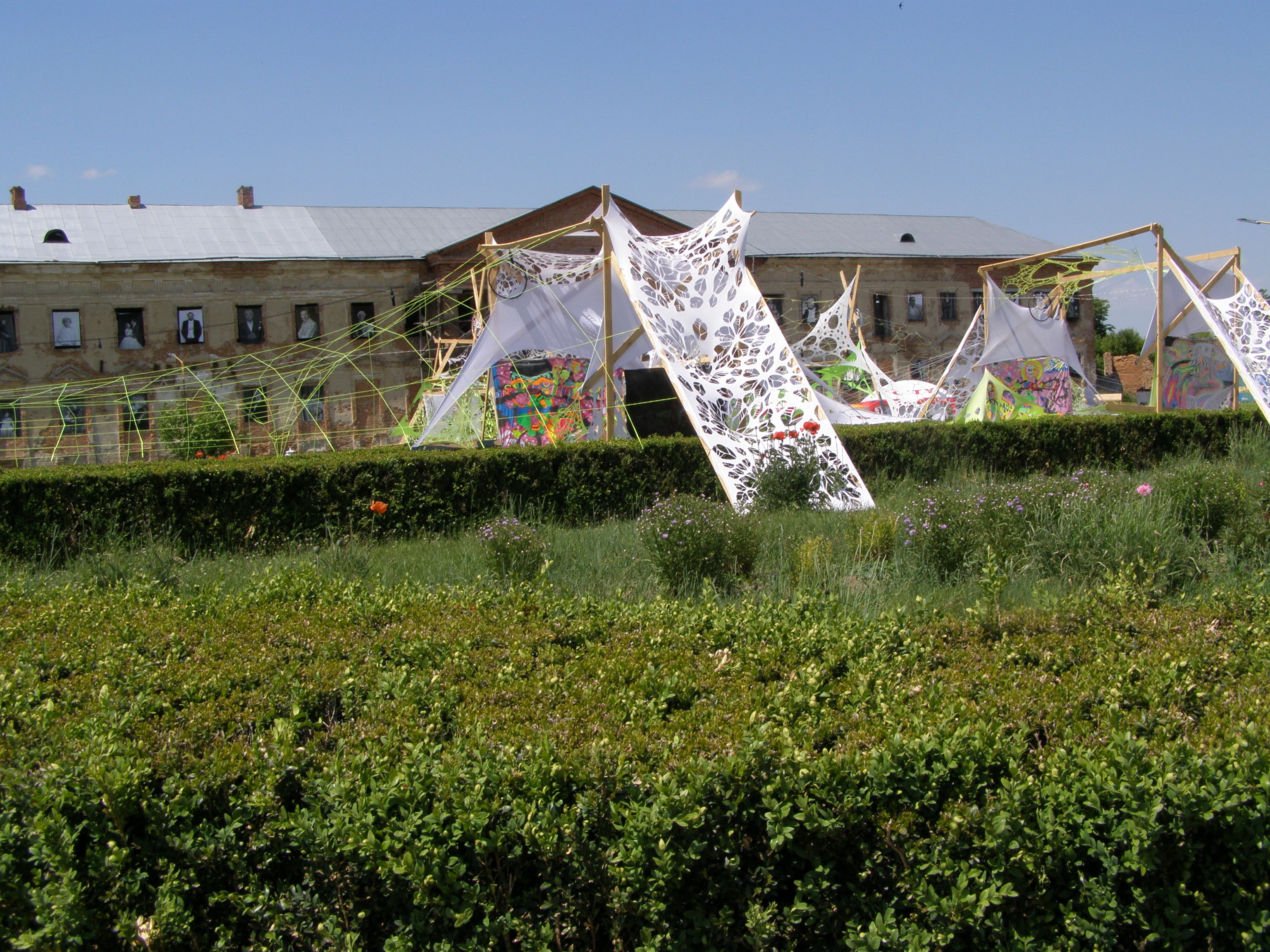
jardin,
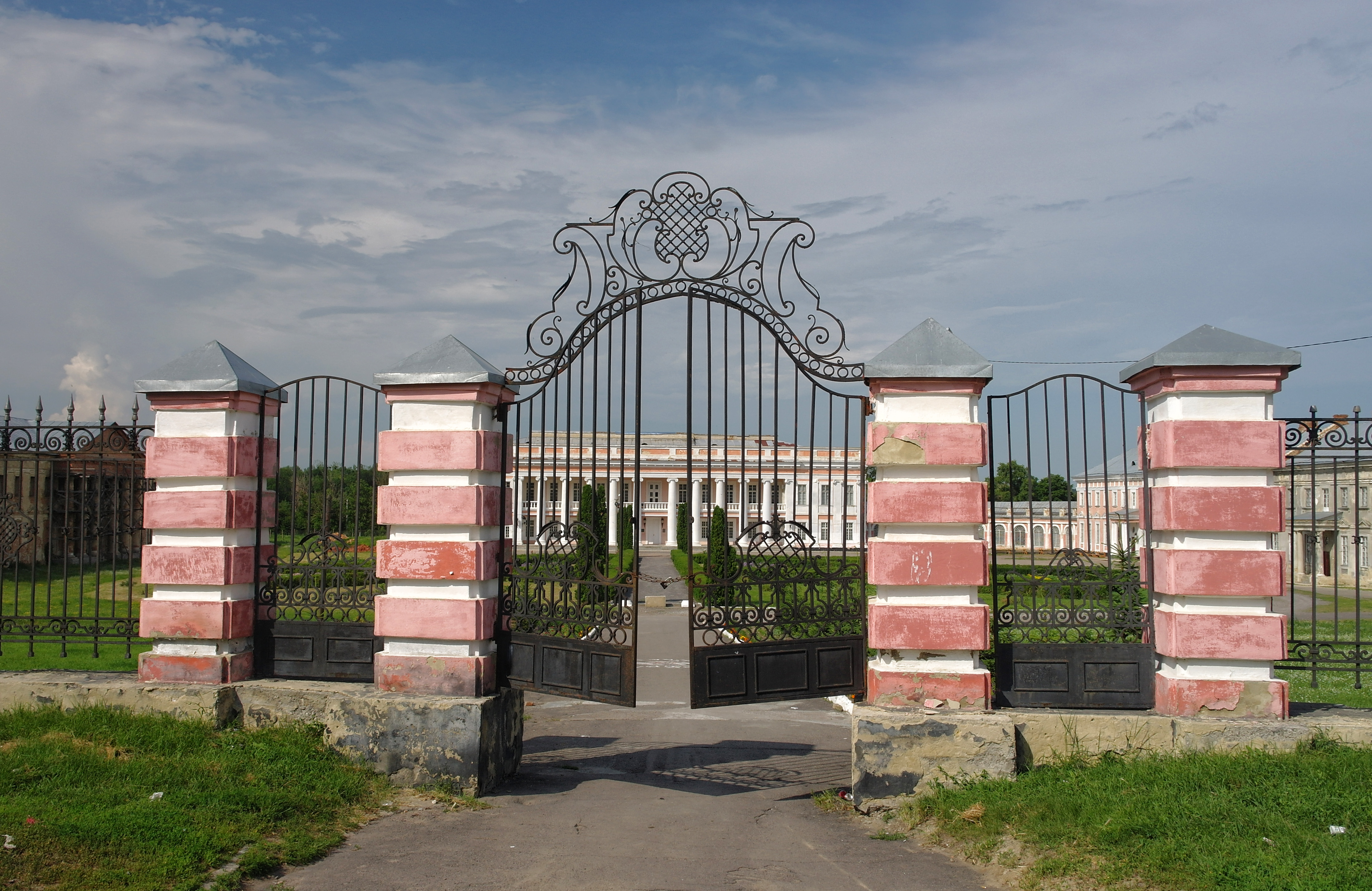
grilles du palais.
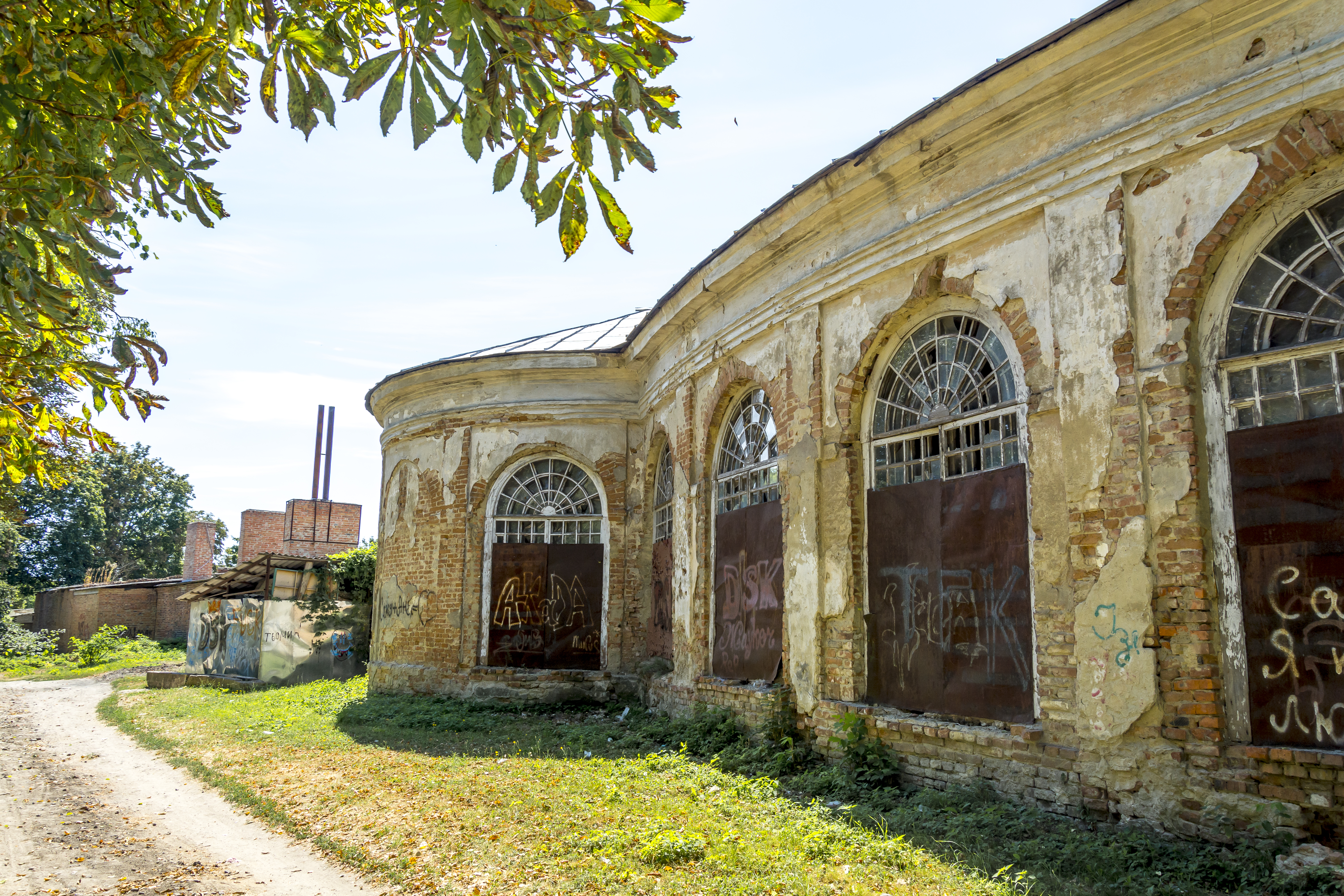
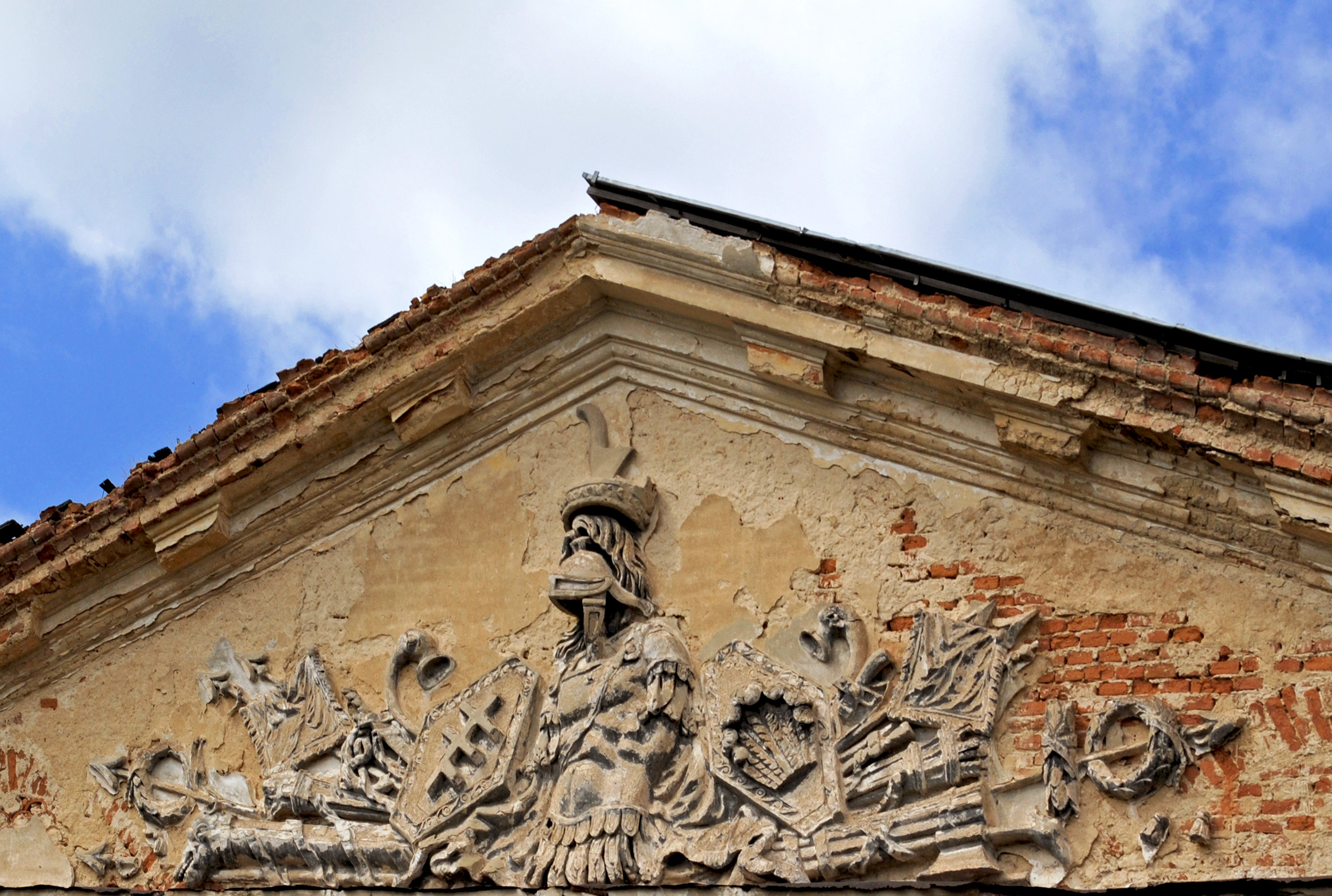
fronton.
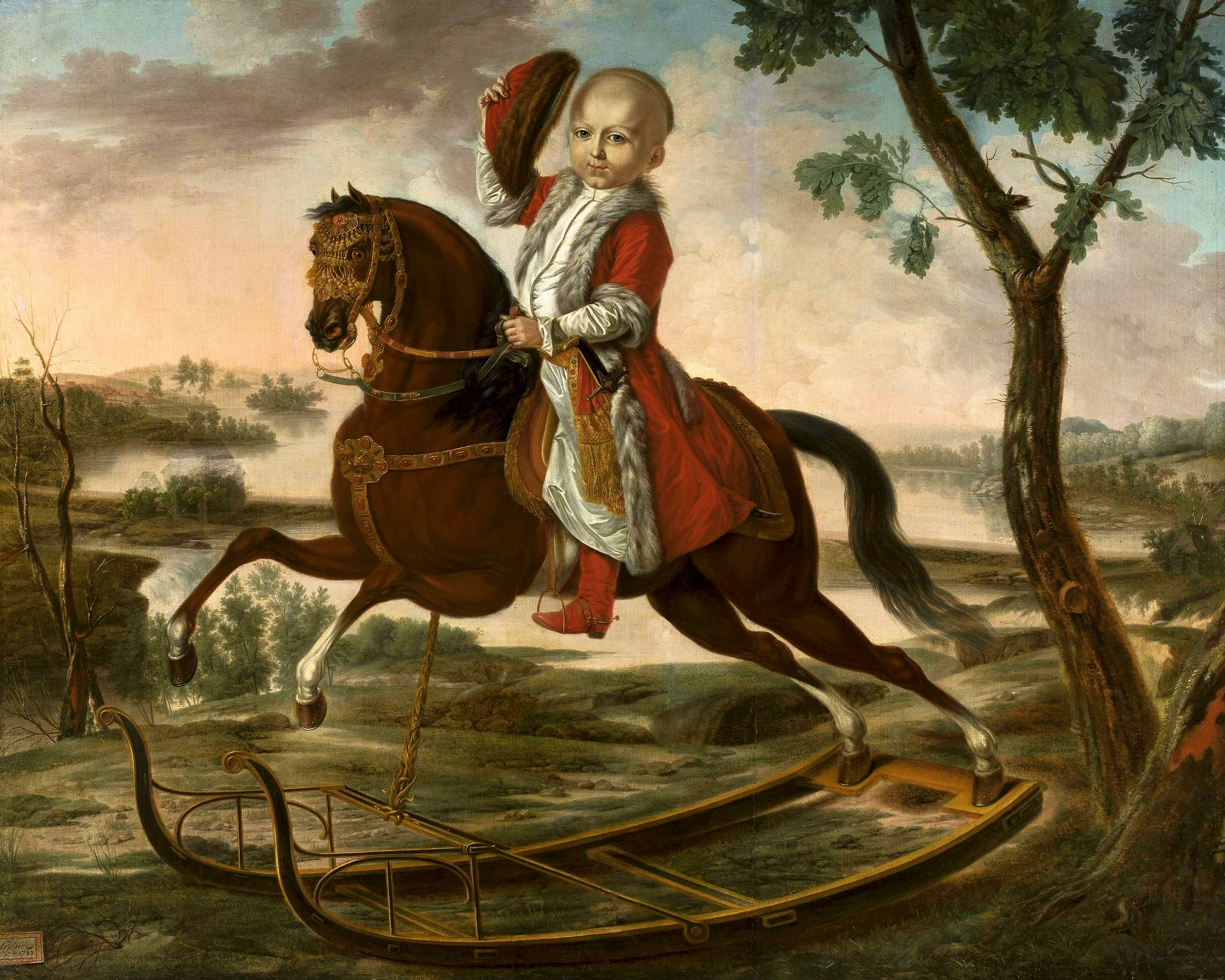
Stanisław Potocki enfant.

Le palais est inscrit au Registre national des monuments d'Ukraine sous le  numéro : 05-243-0076.